# Kanfenkeng
Kanfenkeng (Namensvariante: Kanfenkeng Bambarang) ist eine Ortschaft im westafrikanischen Staat Gambia.
Nach einer Berechnung für das Jahr 2013 leben dort etwa 613 Einwohner, das Ergebnis der letzten veröffentlichten Volkszählung von 1993 betrug 390.

## Geographie
Kanfenkeng liegt in der West Coast Region, Distrikt Foni Bondali. Der Ort liegt rund 6,6 Kilometer südlich der South Bank Road, von der, zwischen Kanjending und Bondali, eine Straße nach Kanfenkeng nach Süden abzweigt.

## Kultur und Sehenswürdigkeiten
Bei Kanfenkeng ist eine heilige Stätte als Kultstätte unter dem Namen Fetish bekannt.